# Projektstyringsværktøj
Et projektstyringsværktøj er et computerværktøj til planlægning og styring af projekter.

## Eksempler over projektstyringsværktøjer
- Artemis
- Filecamp til virksomheder i den kreative branche
- GanttProject
- Microsoft Project

- Wikimedia Commons har flere filer relateret til Projektstyringsværktøj

| Software | Spire Denne artikel om software og programmering er en spire som bør udbygges. Du er velkommen til at hjælpe Wikipedia ved at udvide den. |